# 334
Évszázadok: 3. század – 4. század – 5. század
Évtizedek: 280-as évek – 290-es évek – 300-as évek – 310-es évek – 320-as évek – 330-as évek – 340-es évek – 350-es évek – 360-as évek – 370-es évek – 380-as évek
Évek: 329 – 330 – 331 – 332 –  333 – 334 – 335 – 336 – 337 – 338 – 339

## Események

### Római Birodalom
- Flavius Optatust és Amnius Manius Caesonius Nicomachus Anicius Paulinust választják consulnak.
- Flavius Dalmatius leveri a ciprusi Calocaerus felkelését, őt magát pedig Tarsusban máglyán megégetik.
- Constantinus császár a gladiátorviadalok korábbi erőteljes korlátozása ellenére engedélyezi az itáliai Hispellum polgárainak, hogy viadalt rendezzenek a tiszteletére.
- III. Mirian, a kaukázusi Ibéria királya megkeresztelkedik, három évvel később pedig államvallássá nyilvánítja a kereszténységet.
- Julius Firmicus Maternus szicíliai asztrológus először figyel meg protuberanciákat a Nap felszínén.

### Kína
- Si Hu lemondatja a Késői Csao állam császárt, Si Hungot, később pedig családjával együtt kivégezteti; a trónt Si Hu foglalja el.
- Egy sebének elfertőződése miatt meghal Li Hsziung, a szecsuáni Cseng Han állam alapítója és császára. Utóda az általa trónörökösnek kinevezett unokaöccse, Li Pan; azonban fiai hamarosan meggyilkolják Li Pant és maguk közül választják Li Csit császárrá.

## Születések
- Huj-jüan, kínai buddhista tanító
- Virius Nicomachus Flavianus, római történetíró

## Halálozások
- Calocaerus, római trónkövetelő
- Si Hung, az észak-kínai Késői Csao császára
- Li Hsziung, a dél-kínai Cseng Han császára
- Li Pan, Cseng Han császára

## Fordítás
- Ez a szócikk részben vagy egészben  a(z)   334 című angol Wikipédia-szócikk ezen változatának fordításán alapul.  Az eredeti cikk szerkesztőit annak laptörténete sorolja fel. Ez a jelzés csupán a megfogalmazás eredetét és a szerzői jogokat jelzi, nem szolgál a cikkben szereplő információk forrásmegjelöléseként.